# HAT-P-13b

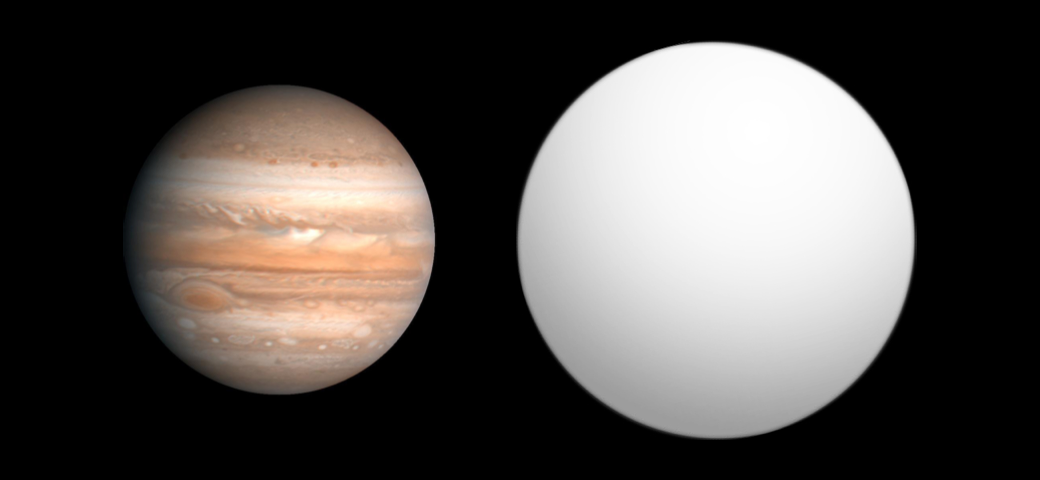
HAT-P-13b у порівнянні з Юпітером

HAT-P-13b - екзопланета приблизно на відстані 700 світлових років від Землі в сузір'ї Великої Ведмедиці.  Ця планета належить до класу Гарячий юпітер. Маса планети -  0,851  маси Юпітера і 1,28 радіуса. 
Планета була відкрита під час проходження по диску її зірки - HAT-P-13.